# Ictiobus bubalus
Ictiobus bubalus es una especie de peces de la familia Catostomidae en el orden de los Cypriniformes.

## Morfología
• Los machos pueden llegar alcanzar los 112 cm de longitud total y 37,3 kg de peso.

## Alimentación
Come crustáceos y algas.

## Hábitat
Es un pez de agua dulce y de clima templado.

## Distribución geográfica
Se encuentran en Norteamérica, incluyendo México.

## Uso comercial
Se comercializa fresco y se come frito, asado y horneado.